# Ibajay
Ibajay (Bayan ng Ibajay) är en kommun i Filippinerna. Kommunen ligger på ön Panay, och tillhör provinsen Aklan. Folkmängden uppgår till 49 564 invånare år 2015.

## Barangayer
Ibajay är indelat i 35 barangayer.
| - Agbago - Agdugayan - Antipolo - Aparicio - Aquino - Aslum - Bagacay - Batuan | - Buenavista - Bugtongbato - Cabugao - Capilijan - Colongcolong - Laguinbanua - Mabusao - Malindog - Maloco | - Mina-a - Monlaque - Naile - Naisud - Naligusan - Ondoy - Poblacion - Polo - Regador | - Rivera - Rizal - San Isidro - San Jose - Santa Cruz - Tagbaya - Tul-ang - Unat - Yawan |